# Вердура (Леко)
Вердура је насеље у Италији у округу Леко, региону Ломбардија.
Према процени из 2011. у насељу је живело 98 становника. Насеље се налази на надморској висини од 301 м.